# Джебель-Семъан (район)
Джебель-Семъан (араб.  جبل سمعان‎) — район в мухафазе Алеппо на севере Сирии. Название связано с названием высокогорного района в провинции Алеппо. Административным центром является город Алеппо.

## География
Район расположен на западе мухафазы Халеб. На востоке граничит с районами Эль-Баб, Дейр-Хафир и Эс-Сафира, на юге с мухафазой Хама, на западе с районом Эль-Атариб и мухафазой Идлиб, а на севере с районами Аазаз и Африн.

## Административное деление
Район Джебель-Семъан делится на семь нахий. До декабря 2008 года, нахия Атариб была частью района Джебель-Семъан до его включения в отдельный район. По переписи населения 2004 года, в общая численность населения в остальных нахиях составляла 2 413 878 человек. Нахия Заммар была отделена от нахии Эль-Зирба в 2009 году.
| Нахия          | Административный центр | Население (2004 г.), чел. | Карта |
| -------------- | ---------------------- | ------------------------- | ----- |
| Горы Симеон    | Алеппо                 | 2 181 061                 |       |
| Телль-эд-Даман | Телль-эд-Даман         | 47 501                    |       |
| Харитан        | Харитан                | 67 745                    |       |
| Дар-Таазза     | Дар-Таазза             | 39 540                    |       |
| Эз-Зерба       | Зерба                  | 55 931                    |       |
| Заммар         | Заммар                 | 55 931                    |       |
| Хадер          | Хадер                  | 20 834                    |       |